# Atanasio Gutiérrez y Lizaurzábal
Atanasio Gutiérrez y Lizaurzábal nació en Guatemala el 2 de mayo de 1766. Fue hijo de Alonso José Gutiérrez y Marchan y Josefa Lizaurzábal y Rejón. Casó con María del Pilar García y Ramírez.
Se graduó de Bachiller en Leyes, posiblemente en la Universidad de San Carlos de Guatemala. Fue Alcalde Mayor de Verapaz y Factor de Tabacos de León de Nicaragua. Hombre adinerado, poseyó en Guatemala la mina de Los Encuentros y en las vecindades de Usulután la opulenta hacienda añilera El Buen Suceso.
Se radicó en Costa Rica debido a las turbulencias de los primeros años de la Independencia en los otros Estados centroamericanos. Fue Magistrado de 1829 a 1830 y de 1832 a 1836, y Presidente de la Corte Superior de Justicia de 1832 a 1833.
Murió en San José en 1854.
| Predecesor: José Simeón Guerrero de Arcos y Cervantes | Presidente de la Corte Suprema de Justicia de Costa Rica 1832-1833 | Sucesor: José Simeón Guerrero de Arcos y Cervantes |

- Datos: Q5710366